# Royal Trophy 2007
De Royal Trophy van 2007 werd van 12-14 januari gespeeld, wederom op de Amata Spring Country Club in Thailand.
Dit was de tweede editie van de Royal Trophy, een toernooi waarbij een Europees team speelde tegen een Aziatisch team. Europa won wederom, ditmaal met een groter verschil, waardoor de discussie ontstond of het Aziatische team de volgende keer ook spelers van de Australaziatische Tour kon opnemen.

## Teams
| Europa                    | Azië                          |
| ------------------------- | ----------------------------- |
| Seve Ballesteros, captain | Naomichi "Joe" Ozaki, captain |
| Darren Clarke             | Tetsuji Hiratsuka             |
| Johan Edfors              | Suk-ho Hur                    |
| Niclas Fasth              | Prom Meesawat                 |
| Robert Karlsson           | Jeev Milkha Singh             |
| Paul McGinley             | Toru Taniguchi                |
| Henrik Stenson            | Thaworn Wiratchant            |
| Anthony Wall              | Thongchai Jaidee              |
| Lee Westwood              | YE Yang                       |

## Schema
- 12 januari (vrijdag): 4x foursomes: Europa won met 3½ - ½
- 13 januari (zaterdag): 4x 4-ball: Europa won met 3 - 1
- 14 januari (zondag): 8x singles: Europa won met 6 - 2

Totaal: Europa won met 12½ - 3½